# Victor Orban
Victor Orban (Bélgica, 1868 — 1946) foi um escritor e tradutor belga.